# Hybla Gereatis
Hybla Gereatis fu un'antica città della Sicilia orientale, priva di precisa collocazione.

## Storia
Di probabile fondazione sicula, si hanno testimonianze letterarie della sua esistenza fin dal V secolo a.C.
Secondo lo storico Pausania, l'origine del nome Hybla si riferisce probabilmente all'omonima divinità sicula Mentre l'origine del nome Gereatis o Galeatis potrebbe fare riferimento ai Galeoti; gli indovini posti sulla costa orientale dell'isola, in quanto Pausania specifica che i Siculi di questa zona sapevano interpretare i sogni e prodigi.
La sua prima menzione, tuttavia è fatta da Tucidide, quando fu coinvolta nelle guerre tra Siracusani e Ateniesi, in cui la denominazione è Hybla Geleatis, quindi con lambda. Nonostante la differenza di consonante, tale città non può essere messa in connessione con Gela, visto che gli Ateniesi si trovano nel territorio etneo, molto vicino alla colonia calcidese di Catania, loro alleata contro Siracusa. Essi infatti cercarono di conquistare più volte questa Hybla Geleatis, ma non ci riuscirono. Poi si ritorna a parlare della stessa Hybla, quando gli Ateniesi, dopo aver fatto rifornimento a Catania, conquistano Centuripe e incendiano in campi dei cittadini di Inessa e Hybla.
Quindi è opinione diffusa che Hybla Gereatis si trovasse nei pressi dell'odierna Paternò, per via dei numerosi ritrovamenti archeologici che sembrerebbero confermare quest'ipotesi, anche se non è del tutto certo.